# Open Bedrijvendag

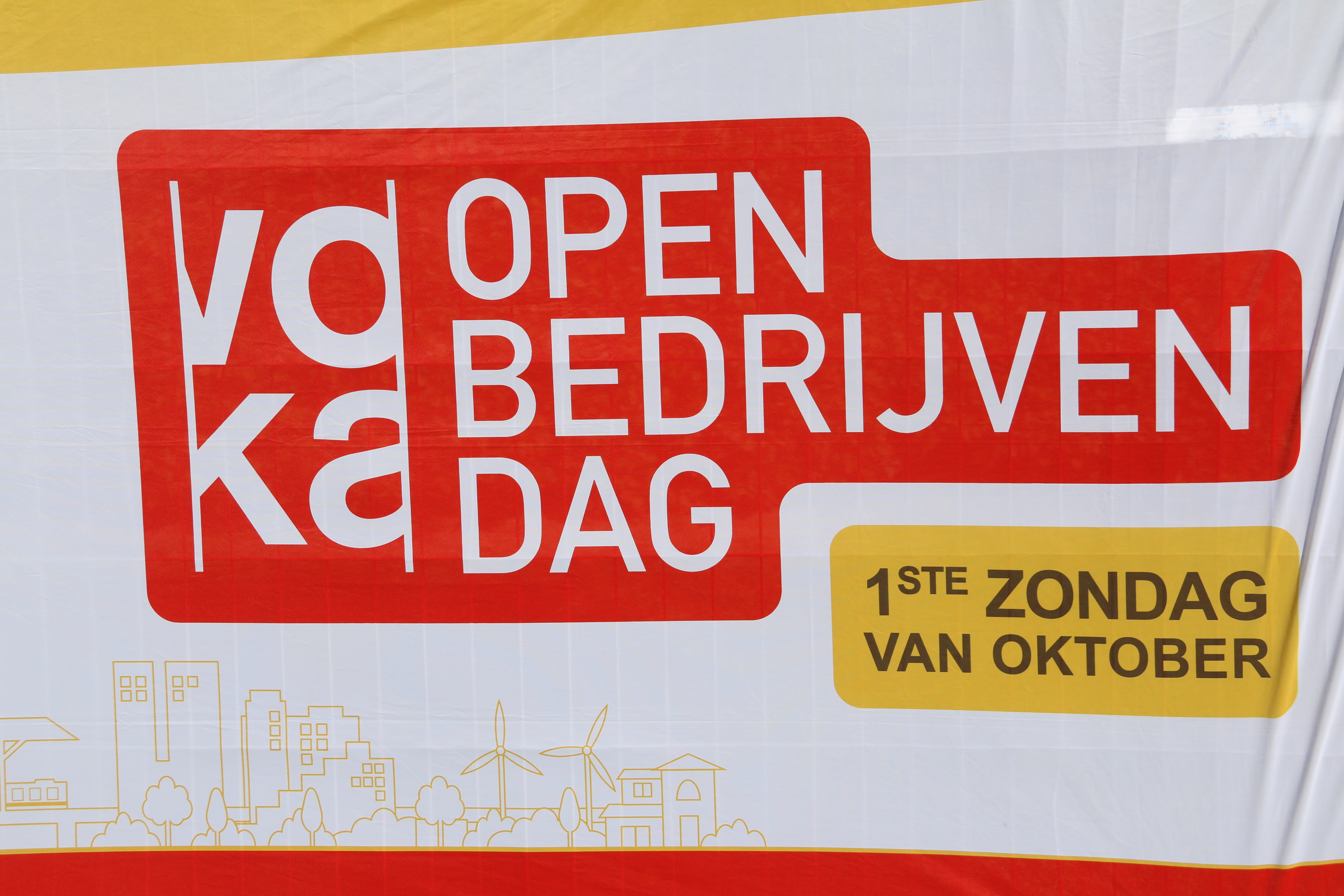
Open Bedrijvendag 2023 bij Dunk!pressing in Zottegem

Open Bedrijvendag (Frans: Journée Découverte Entreprises) is een jaarlijks eendaags evenement in België waarbij tal van kleine en grote bedrijven het publiek een kijkje achter de schermen gunnen. Het evenement vindt plaats op de eerste zondag van oktober.
Deelnemende bedrijven komen uit alle sectoren en bieden aldus een staalkaart van de economische activiteit. De dag wordt door veel deelnemers ook aangewend voor directe commerciële en promotionele activiteiten en bijvoorbeeld personeelswerving of -motivatie. 

## Geschiedenis
Open Bedrijvendag startte in 1991 op initiatief van Yves Lejaeghere in Vlaanderen. Hij kwam op het idee omdat een door hem georganiseerde opendeurdag in een chemisch bedrijf erg succesvol was. Met de steun van de media (BRTN) werd de eerste editie meteen een succes. Vanaf 1994 deden ook Waalse bedrijven mee, en wat later ook Brusselse.
Vanaf 1997 volgden enkele bedrijven in het zuiden van Nederland het initiatief (Limburg, Noord-Brabant en Zeeland). Mede door de steun van de overheid raakte Open Bedrijvendag ook daar ingeburgerd.
In juli 2012 werd de de Vlaamse Open Bedrijvendag verkocht aan Roularta Media Group en TWICE. In september 2014 stapte ook werkgeversorganisatie Voka mee in het verhaal.
Nadat de Waalse JDE in 2017 niet plaatsvond, gebeurt de organisatie hiervan sinds 2018 door de krant sudinfo, samen met de AKT (voorheen UWE).